# Vähäjärvi (sjö i Kymmenedalen)
Vähäjärvi är en sjö i Finland. Den ligger i kommunen Vederlax i landskapet Kymmenedalen, i den södra delen av landet, 150 km öster om huvudstaden Helsingfors. Vähäjärvi ligger 1 meter över havet. Arean är 13,1 hektar och strandlinjen är 1,84 kilometer lång. Sjön  ingår i Finska vikens kustområde. 